# Chaetomium chiversii
Chaetomium chiversii är en svampart som först beskrevs av J.C. Cooke, och fick sitt nu gällande namn av A. Carter 1986. Chaetomium chiversii ingår i släktet Chaetomium och familjen Chaetomiaceae.   Inga underarter finns listade i Catalogue of Life.